# Electronic Intifada
Electronic Intifada (kurz EI) ist eine nichtkommerzielle in Chicago (USA) ansässige Online-Publikation, die sich mit dem israelisch-palästinensischen Konflikt aus der Sicht der Palästinenser befasst. Sie behauptet proisraelische und proamerikanische Tendenzen in Massenmedien, denen sie entgegenwirken will. Kritiker werfen ihr Einseitigkeit und Antisemitismus vor.

## Gründung
EI wurde nach Eigenangaben im Februar 2001 gegründet. Die Gründungsmitglieder waren:
- Ali Abunimah, ein US-amerikanischer Journalist palästinensischer Abstammung, der die BDS-Kampagne unterstützt und für eine Einstaatenlösung eintritt.[4]
- Laurie King, eine US-amerikanische Anthropologin;
- Nigel Parry, US-amerikanischer Internetberater und Musiker;
- Arjan El Fassed, ein niederländischer Politiker (GroenLinks).

## Kontroverse Veröffentlichungen
El Fassed veröffentlichte 2007 auf EI einen angeblichen Brief von Nelson Mandela, in dem dieser Israel als Apartheidsstaat bezeichnete. Später räumte El Fassed ein, dass er den Brief als „Satire“ selbst verfasst hatte. Bis dahin war der Brief schon im Internet verbreitet und unter anderen vom früheren US-Präsidenten Jimmy Carter zustimmend zitiert worden.
Im April 2008 veröffentlichte EI einige der E-Mails, die  etwa 50 freiwillige Helfer des Committee for Accuracy in Middle East Reporting in America (CAMERA) vier Wochen lang untereinander ausgetauscht hatten. Der Analyst Gilead Ini hatte sie um Hilfe dabei gebeten, „Israel-bezogene Einträge in der [englischen] Wikipedia frei von dem Einfluss antiisraelischer Autoren zu halten“ (help us keep Israel-related entries on Wikipedia from becoming tainted by anti-Israel editors). EI warf CAMERA daraufhin eine „geheime, langfristige Kampagne“ zum Umschreiben der Geschichte Palästinas vor, die durch Übernahme von administrativen Strukturen Wikipedias gedeckt werden solle. Daraufhin sperrten Wikipedia-Administratoren fünf Editoren der Helfergruppe, weil sich derart koordiniertes, ideologisch gleichgerichtetes Editieren nicht mit der transparenten Wikipediastruktur vereinbaren lasse. EI-Mitgründer Ali Abunimah bestritt auf Nachfrage, dass seine Gruppe parallele Bemühungen wie Camera unternehme. Gilead Ini betonte, er habe keineswegs eine Täuschungskampagne beabsichtigt, sondern versucht, akkurate Informationen in umkämpften Themenbereichen zu gewährleisten.

## Finanzierung
Nach Angaben auf der eigenen Website finanziert sich die Electronic Intifada vor allem durch ihre Leser. Zusätzlich werden Gelder aus privaten Stiftungen verwendet. EI erhält nach diesen Angaben keine Unterstützung von staatlichen Stellen oder politischen Parteien. 2010 gingen 130.000 US-Dollar an Spenden von Privatpersonen ein und 83.000 US-Dollar von privaten Stiftungen.
Allerdings erhielt EI zumindest in einem Fall indirekt staatliche Gelder über eine öffentlich geförderte ökumenische Organisation in den Niederlanden. Der NGO Monitor kritisierte die niederländische Interchurch Organisation for Development Cooperation (ICCO) für ihre finanzielle Unterstützung der Electronic Intifada. Der NGO Monitor warf der EI vor, sie sei antisemitisch und würde häufig “Israeli policies with those of the Nazi regime” (deutsch: „israelische Politik mit der Politik der Nazis“) vergleichen. Marinus Verweij, Vorstandsvorsitzender der ICCO, sagte “The EI reports frequently about the violations of human rights and international humanitarian law by the State of Israel. In no way is the EI anti-Israel or anti-Semitic.” (deutsch: „Die EI berichtet häufig über Menschenrechtsverletzungen und Verletzungen internationalen humanitären Rechts durch den israelischen Staat. Sie ist keineswegs anti-israelisch oder antisemitisch.“) Er beschrieb die Electronic Intifada als “an important source of information from the occupied Palestinian territories” (deutsch: „eine wichtige Quelle für Informationen aus den besetzten palästinensischen Gebieten“), die häufig von Zeitungen wie der The Washington Post und der Financial Times genutzt wird. Einer der Gründer von EI, Arjan El-Fassed, teilte der niederländischen Zeitung De Volkskrant mit, dass die Aufregung, die der NGO Monitor verursachte, sich auf ein Zitat aus einem Interview mit dem jüdischen Überlebenden des  Holocaust und Anti-Zionisten Hajo Meyer vom Juni 2009 beziehe, der zu EI gesagt habe: “I can write up an endless list of similarities between Nazi Germany and Israel.” (deutsch: „Ich kann eine unendlich lange Liste von Ähnlichkeiten zwischen Nazideutschland und Israel erstellen.“) Meyer hatte zuvor in seinem Buch Das Ende des Judentums über eine zukünftige Absicht der Juden auf die Weltherrschaft spekuliert und die israelische Politik mehrfach mit der der Nationalsozialisten verglichen, wozu das Oberlandesgericht Frankfurt 2007 letztinstanzlich entschied, dass es auch einen von Juden ausgehenden Antisemitismus geben könne. Ronnie Naftaniel, der Direktor des Centre for Information and Documentation Israel (CIDI), erklärte gegenüber der niederländischen Zeitung  De Volkskrant,  dass die Electronic Intifada zwar keine antisemitische Webseite sei, die niederländische Regierung sich jedoch nicht indirekt an der Finanzierung von Webseiten beteiligen sollte, die regelmäßig zu einem Israel-Boykott aufrufen. Nachdem ICCO im Januar 2011 entschied, EI weiter finanziell zu unterstützen, erklärte der niederländische Außenminister Uri Rosenthal, dass sich dies negativ auf zukünftige Förderanträge von ICCO auswirken könne.

## Rezeption
Alexander Cockburn bezeichnete die Electronic Intifada 2000 in The Nation als „exzellenter Nachrichtenkanal für diejenigen, die unvoreingenommene Berichterstattung wollen“.
Hannah Brown nannte EI 2002 in der Jerusalem Post „eine der ausführlichsten“ Seiten unter denen, die die „palästinensische Sichtweise der Nachrichten“ zeigen. Im Weiteren beschreibt sie EI als „sehr professionell, benutzerfreundlich und gut geschrieben“. Brown kennzeichnete den Stil der Electronic Intifada als
“adorned by photos, such as a picture of a lone, small Palestinian boy aiming a stone at an Israeli tank” (deutsch: „mit Fotos verziert, wie etwa dem Bild eines kleinen palästinensischen Jungen, der ganz allein mit einem Stein auf einen israelischen Panzer zielt“).
Das niederländische NRC Handelsblad attestierte der Electronic Intifada 2006, trotz ihres pro-palästinensischen Standpunktes „so unparteiisch wie möglich“ zu berichten. Hervorzuheben sei die Berichterstattung über „Antikriegsdemonstrationen, Nachrichten von humanitären Organisationen und die Erhaltung der palästinensischen Kultur nach fast 40 Jahren Besatzung“.
Gil Sedan, ein Reporter der Jewish Telegraphic Agency, beschreibt EI als „cyberpropaganda“-Seite, die “may contribute to a better understanding of the Palestinian cause” (deutsch: „zu einem besseren Verständnis der palästinensischen Sache beitragen könne“),
er sagte allerdings auch, EI sei “too biased to be of much use to mainstream publications” (deutsch: „zu einseitig, um für Mainstreampublikationen von Nutzen zu sein“).
Gerald M. Steinberg, Vorstand des NGO Monitor, beschrieb die Electronic Intifada als “an explicitly pro-Palestinian political and ideological Web site” (deutsch: „eine ausdrücklich propalästinensisch politische und ideologische Website“),
die „anti-Israel propaganda“ verbreitet.
Unter anderem die Amadeu Antonio Stiftung betrachtete die Publikationen der EI 2017 nach Kriterien der Arbeitsdefinition von Antisemitismus der Europäischen Stelle zur Beobachtung von Rassismus und Fremdenfeindlichkeit als Verbreitung „antisemitische[r] Propaganda“.